# ریتا ویلدن
ریتا ویلدن (آلمانی: Rita Wilden؛ زادهٔ ۹ اکتبر ۱۹۴۷) دونده سرعت زن اهل آلمان است.
وی در مسابقات کشوری و بین‌المللی در مجموع برندهٔ ۲ مدال نقره، ۲ مدال برنز شده‌است.